# Estação Hospital Santos Silva
A Estação Hospital Santos Silva é uma estação de metro, na cidade de Vila Nova de Gaia, servida pela Linha D e operada pela Metro do Porto. O projeto arquitetónico esteve a cargo do arquiteto Luís Gomes.
Esta estação foi inaugurada no dia 28 de Junho de 2024.